# Yacouba Konaté
Yacouba Konaté (4 de mayo de 1953) es un curador, escritor, crítico de arte y profesor universitario de Costa de Marfil.

## Biografía
Reconocido por desarrollar un análisis global crítico del arte contemporáneo africano, Konaté se graduó en Filosofía en La Sorbona en 1998, donde más tarde obtuvo un doctorado. Es profesor de filosofía en la Universidad de Cocody-Abiyán. En 1998 fue Profesor Fulbright en la Universidad de Stanford, entre 2004 y 2008 enseñó en la École des hautes études en sciences sociales en Francia y en 2007 en la Universidad Laval de Canadá. Ese mismo año fue Carter Fellow en la Universidad de Florida, Gainesville.
En el año 2000 fue director de gabinete en el Ministerio de Cultura y de la Francofonía de Costa de Marfil. También fue jefe del Instituto Nacional Superior de Artes y Acción Cultural de Abiyán.
Konaté ha comisariado numerosas exposiciones: la Feria internacional de artes plásticas de Abiyán (2001); Willie Bester (Bruselas, 2001); L’Afrique à jour (Lille, 2000); South meets West (Acra y Berna, 1999 y 2000), y Afrique en la Bienal de Dakar (2004), entre otras. En 2006, fue el director artístico de la bienal "Dak'art".
Konaté fue presidente de la Asociación Internacional de Críticos de Arte (AICA) de 2008 a 2011 y miembro de la Academia de Artes, Ciencias y Culturas de África y de las Diásporas en Abiyán y dirige la Oficina de África de la Jean Paul Blachère’s Foundation. Desde 2014 es director del Mercado de Artes Escénicas de Abiyán (MASA, por sus siglas en francés).